# بوب كيلي (لاعب هوكي الجليد)
بوب كيلي (بالفرنسية: John Kelly)‏ (و. 1946  م) هو لاعب هوكي الجليد كندي، ولد في ثاندر باي، أونتاريو، مركز لعبه هو جناح ‏.

## روابط خارجية
- بوب كيلي على موقع دوري الهوكي الوطني (الإنجليزية)
- بوب كيلي على موقع EliteProspects.com (الإنجليزية)
- بوب كيلي على موقع HockeyDB.com (الإنجليزية)
- بوب كيلي على موقع Hockey-Reference.com (الإنجليزية)